# Gråkallen
Gråkallen er et fjeld i Bymarka i Trondheim. Gråkallen er med sine 552 meter over havet det næsthøjeste punkt i Bymarka. 
Gråkallen har en karakteristisk radarkuppel som er en del af Luftforsvarets kontrol- og varsling, som tidligere blev udført fra Luftforsvarets stasjon Gråkallen. Oprindelig var der to kupler, en hvid og en grå, men den hvide blæste væk som følge af stormen "Ivar" i december 2013. Radarstationen blev nedlagt i 2002, og radarhovedet er nå underlagt Luftforsvarets stasjon Mågerø. Gråkallen har et radiofyr som bruges som navigationshjælpemiddel for fly. Dette er en non-directional beacon (NDB) som sender på 358 kHz og kan opfanges af flyenes automatic direction finder (ADF).
Gråkallen skisenter drives af Trondhjems Skiklub i Vintervannskleiva ved Gråkallen. Trondhjems Skiklub driver også skilegeanlægget Gråkallen Skileik.
Serveringsstedet Skistua ligger ved Gråkallen.
Gråkallen har også en skipark med navn Gråkallen Skipark

## Hopbakke
Ved Gråkallen lå hopbakken Gråkallbakken der Gråkallrennet blev arrangeret af Trondhjems Skiklub fra 1899.